# Пайва, Буэну ди
Франси́ску Алва́ру Буэ́ну ди Па́йва (порт. Francisco Álvaro Bueno de Paiva; 17 сентября 1861, Вила-ду-Каракул, ныне Андрадас, Минас-Жерайс, Бразильская империя — 4 августа 1928, Рио-де-Жанейро, Бразилия) — бразильский юрист и государственный деятель, вице-президент Бразилии (1920—1922).

## Биография
В 1883 году окончил Юридический факультет Сан-Паулу. Долгое время работал в городе Сан-Жозе-ду-Параизу (ныне Параизополис) сначала прокурором, затем муниципальным судьёй, а позже мэром.
В 1898 году был избран депутатом и с 1899 по 1911 год заседал в Палате депутатов Бразилии. С 1911 по 1923 год представлял штат Минас-Жерайс уже в Сенате.
10 ноября 1920 года был назначен вице-президентом Бразилии, сменив на этом посту умершего 1 июля Делфина Морейру. Согласно Конституции того времени, заняв должность вице-президента,также возглавил Сенат Бразилии.